# 恩滕魏爾湖
48°06′57″N 11°33′48″E / 48.115884°N 11.563303°E

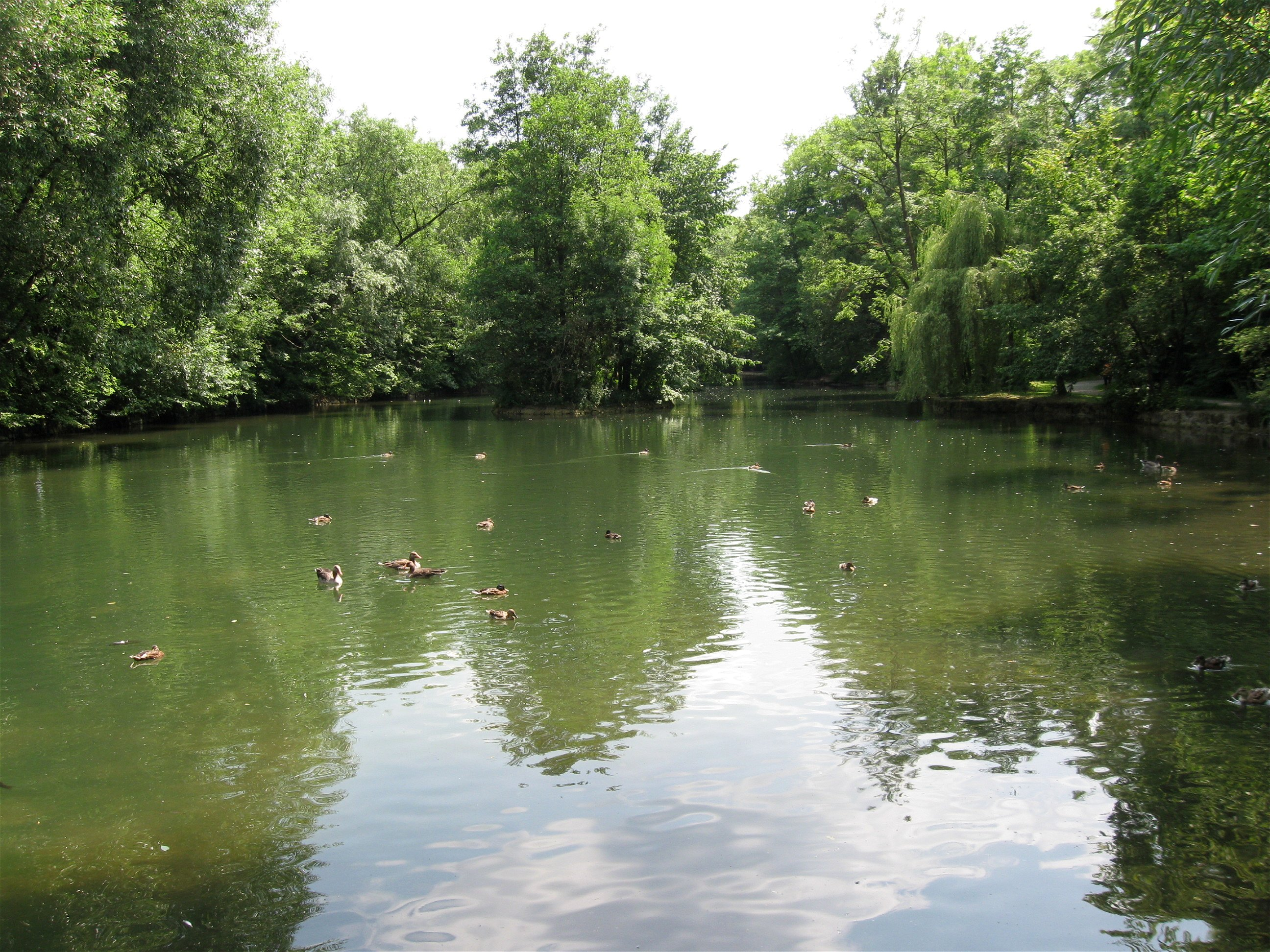

恩滕魏爾湖（德語：Entenweiher），是德國的湖泊，位於該國東南部，由巴伐利亞州負責管轄，處於慕尼黑的下吉興-哈拉興，長0.4公里、寬0.05公里，面積0.01平方公里。